# Cephalodella anebodica
Cephalodella anebodica är en hjuldjursart som beskrevs av Berzinš 1976. Cephalodella anebodica ingår i släktet Cephalodella och familjen Notommatidae. Arten är reproducerande i Sverige. Inga underarter finns listade i Catalogue of Life.